# 新奧本 (明尼蘇達州)
新奧本（英語：New Auburn）是一個位於美國明尼蘇達州錫布利縣的城市。

## 歷史
新奧本於1856年成立，其郵局自1857年起營運至今。新奧本得名自紐約州的奧本。

## 人口
根據2020年美國人口普查的數據，新奧本的面積為1.77平方千米，皆為陸地。當地共有人口411人，而人口密度為每平方千米232人。